# Сото, Доминго де

Титульный лист трактата Сото «De justitia et jure» (книга X)

Доми́нго де Со́то (исп. Domingo de Soto; лат. Dominicus Sotus Segobiensis; 1494, Сеговия — 15 ноября 1560, Саламанка) — испанский теолог-доминиканец, философ-схоласт, механик и экономист; комментатор Аристотеля. Относится к виднейшим представителям Саламанкской школы — одного из направлений поздней схоластики.

## Биография
Доминго де Сото, родившийся в Сеговии в 1494 году, был незнатного происхождения. Учился в университете Алькала и в Коллеже Сорбонна в Париже (тогда в Сорбонне преподавал Франсиско де Витория, будущий основатель Саламанкской школы, и Сото стал его последователем). В 1520 году стал профессором философии университета Алькала. В 1524 году внезапно оставил свою должность и вступил в Бургосе в Доминиканский орден. В 1525—1532 гг. преподавал в доминиканской школе в Сеговии; с 1532 года — профессор кафедры теологии Университета Саламанки.
В 1545—1547 гг. — придворный теолог императора Карла V Габсбурга, представлял императора на Тридентском соборе. Во время работы собора внёс значительный вклад в формулировку принятых позднее собором догматических постановлений. Затем некоторое время был духовником Карла V; в 1550 году ему было разрешено вернуться в Испанию. В 1552—1556 гг. вновь возглавлял кафедру теологии Университета Саламанки.
Наряду с Бартоломе де Лас Касасом отстаивал в 1550—1551 гг. во время Вальядолидского диспута права индейцев.
Умер в Саламанке 15 ноября 1560 года.

## Научная деятельность

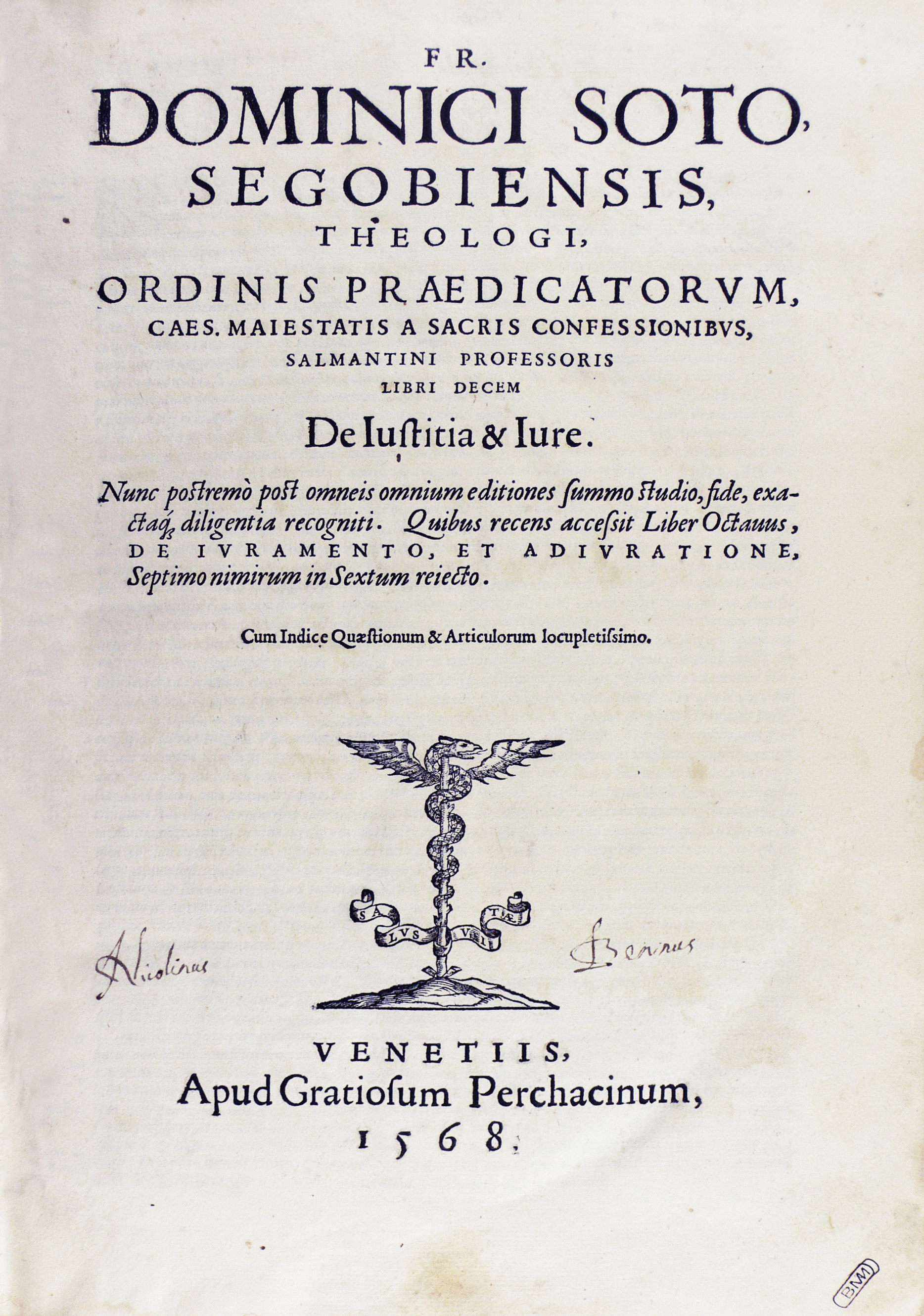
«De iustitia et iure» (1568)

В 1545 г. Сото издал книгу «Комментарии и вопросы к „Физике“ Аристотеля» (In VIII libros physicorum), в которую включил и изложение некоторых своих результатов, относящихся к механике — в частности, к количественной теории свободного падения тяжёлого тела при отсутствии сопротивления среды. Разрабатывая данную теорию, Сото сумел исправить ошибку, допущенную его предшественниками — Стратоном из Лампсака, Александром Афродизийским, Альбертом Саксонским, Никола Орезмом. Они ошибочно утверждали, что скорость (или «быстрота» и «медленность») падающего тяжёлого тела растёт пропорционально пройденному пути.
Сото сделал правильный вывод о том, что тело падает равноускоренно, т. e. его скорость растёт пропорционально времени, прошедшему с момента начала падения (впервые к этому выводу пришёл Леонардо да Винчи, но соображения Леонардо, изложенные в оставленных им записках, долгое время оставались неизвестными научному сообществу). После этого оставалось лишь применить теорию равнопеременного движения, созданную ещё учёными Оксфордской школы У. Хейтсбери и Р. Суайнсхедом, но носившую у них чисто кинематический, абстрактный характер (и, в частности, полученную ими «теорему о среднем градусе скорости»). Это и сделал Сото (которого итальянский историк науки М. Льоцци называл «позднейшим последователем Оксфордской школы»), пришедший в результате к теореме: путь, пройденный телом при свободном падении, равен тому пути, который за данное время оно прошло бы при равномерном движении со скоростью, равной среднему арифметическому из начальной и конечной скоростей в равноускоренном движении.
Тем самым был найден правильный закон зависимости пути от времени при свободном падении тяжёлого тела. Но эта зависимость была дана в завуалированном виде; чёткая же формулировка закона квадратичной зависимости пути, пройденного падающим телом, от времени принадлежит уже Г. Галилею.
В философских работах «Summulae» (1529 г.) и «In dialecticam Aristotelis commentarii» (1544 г.) Сото анализирует вопросы философии и логики Аристотеля. В богословском сочинении «De natura et gratia» (1547 г.) Сото излагает учение Фомы Аквинского о первородном грехе и благодати. Среди других его трудов по теологии выделяются работы «De ratione tegendi et detegendi secretum» (1541 г.) и «De justitia et jure» (1556 г.).
Экономические исследования Сото (отражённые прежде всего в трактате «De justitia et jure») явились вкладом в формирование теории паритета покупательной способности денег.

## Сочинения
- «Summulae»  (Burgos, 1529)
- «De dominio»  (Salamanca, 1534)
- «De ratione tegendi et detegendi secretum»  (Salamanca, 1541)
- «In dialecticam Aristotelis commentarii»  (Salamanca, 1544)
- «In VIII libros physicorum»  (Salamanca, 1545)
- «Deliberacion en la causa de los pobres»  (Salamanca, 1545)
- «De natura et gratia»  (Venice, 1547)
- «De justitia et jure»  (Salamanca, 1553 / 1556)
- Super octo libros physicorum Aristotelis praeclarissima commentaria.
- Super octo libros Physicorum Aristotelis subtilissimae quaestiones.